# Tramvaiul din Galați
Tramvaiul din Galați este o rețea de transport electric din municipiul Galați (România) și una dintre ultimele rețele reînoite în proporție de 95%.

## Istoric
În anul 1895 apare „Acte constitutif et statuts de la societé anonyme d’explotation des tramways de Galatz et de Roumanie” („Actul constitutiv și statutul societății anonime de exploatare a tramvaielor din Galați și din România”), document tipărit în 1895 la imprimeria „J. Schenk”, conținea 20 de pagini redactate în limba franceză și în prezent se află la Academia Română. 
Actul constitutiv a fost semnat de cei 14 acționari în ziua de 22.09.1895.
În anul 1900, a fost dată concesiunea tramvaielor societății pentru exploatarea tramvaielor în Galati, formată cu capital belgian, care a instalat 5 linii de tramvai electric cu ecartament de 1000 mm, cu șine Phoenix vechi, macazuri cu contragreutate, rețeaua totală 26,5 km cale simplă pe traseele: Gara CFR - Docuri; Piața Mare - Tunel Filești; str. Brăilei; Palatul Comisiei Europene a Dunării - Grădina Publică; str. Tecuci.
Prima linie de tramvai a fost dată în folosință la 14 august 1900. 
La începutul secolului XX, Galațiul era înzestrat, așadar, cu cel mai modern mijloc de transport, tramvaiul electric. Existau la început de veac, căile de rulare, rețeaua de contact, o uzină electrică, o remiză pentru vagoane (830 mp. și șase linii de parcare a tramvaielor; pe fiecare linie puteau fi parcate șase vagoane, sub linii se aflau canalele de vizitare care permiteau controlul vagoanelor pentru demontări și reparații la osii, la motoare și la roți) și un pavilion administrativ, toate acestea din urmă, construite pe o suprafață de 4620 mp., terenul fiind proprietatea Primăriei.

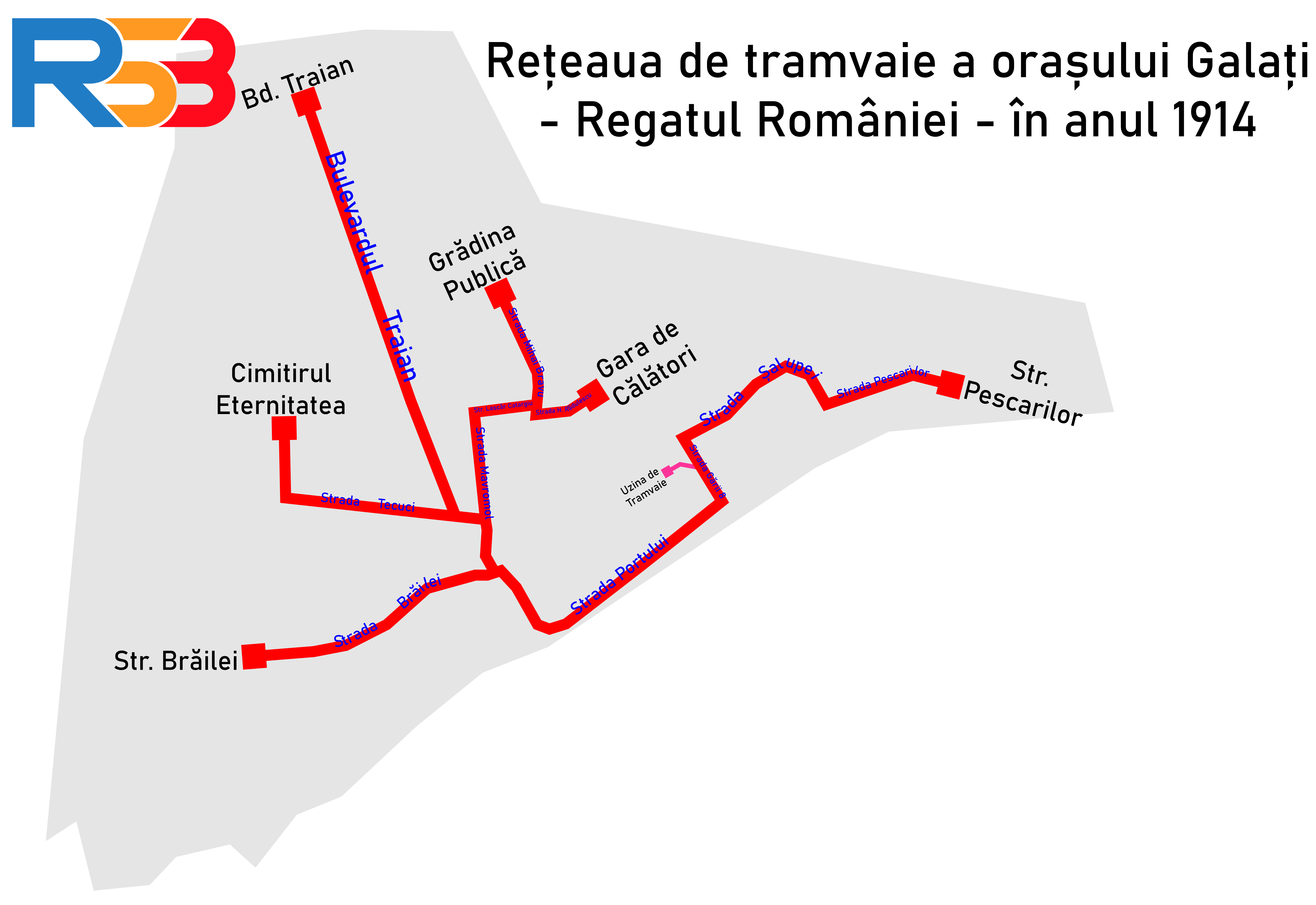
Rețeaua tramvaielor în 1915

Materialul rulant se compunea din 18 vagoane motor și 18 remorci; fiecare vagon motor avea două osii și un motor de 30 c.p. și două sisteme de frânare. Vagoanele aveau 24 locuri pe două banchete, iar remorcile erau prevăzute cu șase banchete a câte două locuri; erau iluminate pe timpul nopții, iarna se închideau cu geamuri demontabile. 
Șinele căii de rulare erau montate pe pat de piatră spartă, cu ecartament de 1.000 mm, deși inițial convenția stabilea un ecartament de 1.435 mm. Stâlpii de susținere ai rețelei de contact erau metalici și liniile electrice erau împărțite pe secțiuni pentru a înlesni reparațiile în caz de avarii. Traseul tramvaielor era următorul: de la uzină, pe străzile: Portului, Ana Ipătescu, Dogăriei, Tecuci, N. Bălcescu, Brăilei, Mihai Bravu și Traian. În prezent terenurile și clădirile respective, situate în strada Gării nr.8, sunt în administrarea societății Electrica. 
În perioada ianuarie 1917 - iunie 1919 din cauza primului război mondial nu au circulat tramvaie în municipiul Galați.
În 1931 Uzinele Comunale Galați au preluat transportul în comun și cu autobuze pe un traseu de 3,5 km. pe strada Domnească (încă din 1925 câțiva particulari fac să iasă pe stradă primele autobuze) și s-a continuat dotarea transportului electric cu 19 tramvaie noi, construite la Șantierul Naval Galați.
Din 1944 orașul a rămas fără transport electric. În 1948 s-a înființat Întreprinderea Comunală Galați (ICG) (funcționau doar 7 tramvaie recuperate și reparate din cele distruse în război). 
Din 1952 ICG efectueaza transportul în comun și cu autobuze (ZIS-105), iar în 1956 apar primele taximetre și are în dotare: 45 de vagoane, 11 remorci, 27 autobuze și 15 autotaximetre.
În 1962 s-a înființat Întreprinderea de Transport Orășenesc Galați (ITO), care avea la dispoziție: 55 vagoane tramvai, 15 autotaxiuri, 31 autobuze și 30 autocamioane. Depoul de tramvaie a fost amenajat în Piața I.C. Frimu, în clădirea primului hangar de aviație din Galați, care rămăsese izolat între casele construite în jurul lui, pe vechiul aerodrom al orașului. Hangarul mai exista și acum, având alte întrebuințări.
În noiembrie 1979, s-a înființat Întreprinderea Județeană de Transport Local (IJTL) care funcționează și în prezent sub denumirea de S.C. Transurb S.A. și avea în dotare: 170 vagoane de tramvai, din care 55 remorci, 32,8 km cale simplă, la ecartament de 1.435 mm, 402 autobuze, din care 14 articulate, un depou nou pentru 50 vagoane tramvai, trei stații de redresare și două stații de întreținere a autovehiculelor, cu o capacitate totală de 600 autovehicule echivalente. 

### Apogeul

Apogeul rețelei tramvaielor în 1986

După 1980 au fost extinse liniile de tramvai cu 33,8 km, cale simplă, din care peste 9 km au fost realizați în soluție modernă, cu longrina din beton armat. Traseele noi au fost stabilite pe străzile 13 Iunie, Scânteii, între Siderurgiștilor și Gh. Asachi și pe B-dul G. Coșbuc, între Piersicului și Basarabiei, strada Suliței și strada Ștefan cel Mare. Tramvaiele cuceriseră orașul. Ele deveniseră principalul mijloc de transport în comun. Mai mult, datorită economicității funcționării lor, au început să fie folosite și pentru transportul de mărfuri. Tramvaie amenajate special transportau mai ales legume și fructe de la Depozitul ILF din Calea Prutului în Piața Mare. S-au dat în folosință trei substații de redresare, la poarta est a Combinatului, în zona de Nord și la gara CFR. A fost extins Depoul nr.1 de tramvaie, prin dublarea capacității de întreținere reparații. S-a construit un nou depou de 100 de tramvaie, în zona de Nord a orașului; s-au procurat totodată și 90 de autobuze tip UDA-117.

### Declinul
Pe 11 ianuarie 1991, IJTL devine R.A.T.U.G. S.C. Transurb S.A. a luat ființă în anul 1998, ca urmare a reogogogoÎntre anii 1990 și 2011, rețeaua tramvaielor s-a micșorat treptat. Au fost scoase liniile de pe Bulevardul Traian, Bulevardul Coșbuc, Str. Bucovinei, Str. Mihai Bravu, Str. Gării, Str. Ana Ipătescu, Str. Portului, linia dintre Poarta Nord Combinat și Poarta Est rămânând montată dar nefiind operabilă. Au fost refăcute liniile de pe Bulevardul Basarabiei între Piața Energiei și Str. Domnească, liniile de pe tronsonul Micro 19 – Stadion Oțelul și Bd. Traian între Piața Mare și Baia Comunală. Din 6 Ianuarie 2020, rețeaua de tramvaie din oraș intră în modernizare generală împreună cu Depoul 1 din Piața Energiei. Primarul Ionuț Florin Pucheanu (PSD) semnează totodată un contract pentru opt tramvaie Astra Autentic. Urmează să se înlocuiască toate liniile de tramvai rămase din timpul comuniștilor și sistemul să fie gândit pentru patru trasee după cum urmează:
- Linia 1: Depozit – Micro 39 – Micro 40 – Piața Energiei – Combinatul Siderurgic.
- Linia 2: Piața Centrală – Piața Energiei – Micro 19
- Linia 3: Micro 19 – Piața Energiei – Patinoar – Cimitir Ștefan cel Mare
- Linia 4: Cimitir Ștefan cel Mare – Bd. Coșbuc – Patinoar – Depozit – Micro 40 – Piața Aurel Vlaicu – Bd. Basarabiei – Piata Centrală.

In anul 2021 tramvaiul a redevenit activ, deoarece au fost terminate lucrările de reparație a liniilor. In luna noiembrie a anului 2021, a început să circule linia 7, în anul 2022 linia 39 , iar la începutul anului 2023 și linia 44. Au rămas numai 3 linii, 7, 39 și 44. Au sosit in luna august a anului 2021 primele tramvaie noi de tip Astra Autentic. Până la sfârșitul anului 2021 au fost livrate toate tramvaiele Astra Autentic, 8 vehicule. In prezent, este o licitație pentru alt lot de 10 tramvaie noi cu lungimea de maxim 20 m. In prezent se circulă cu cele 8 tramvaie noi de tip Astra Autentic precum si cu 10-12 tramvaie vechi de tip  Duewag Z-GT6, depinde de perioada zilei.
În luna ianuarie a anului 2024, a fost semnat un contract pentru achiziționarea a 10 tramvaie noi Astra Autentic asemeni celor existente din anul 2021. Licitația a fost câștigată de către Astra Vagoane în luna decembrie a anului 2023.

## Trasee

### Actuale
În prezent, în Galați circulă doar trei trasee de tramvai: 7 între Piața Centrală și Piața Oțelarilor, 39 între Depoul 2 și Piața Oțelarilor, respectiv 44 între Piața Centrală și Depozit. Toate traseele se deplasează prin Piața Energiei.

## Galerie de imagini

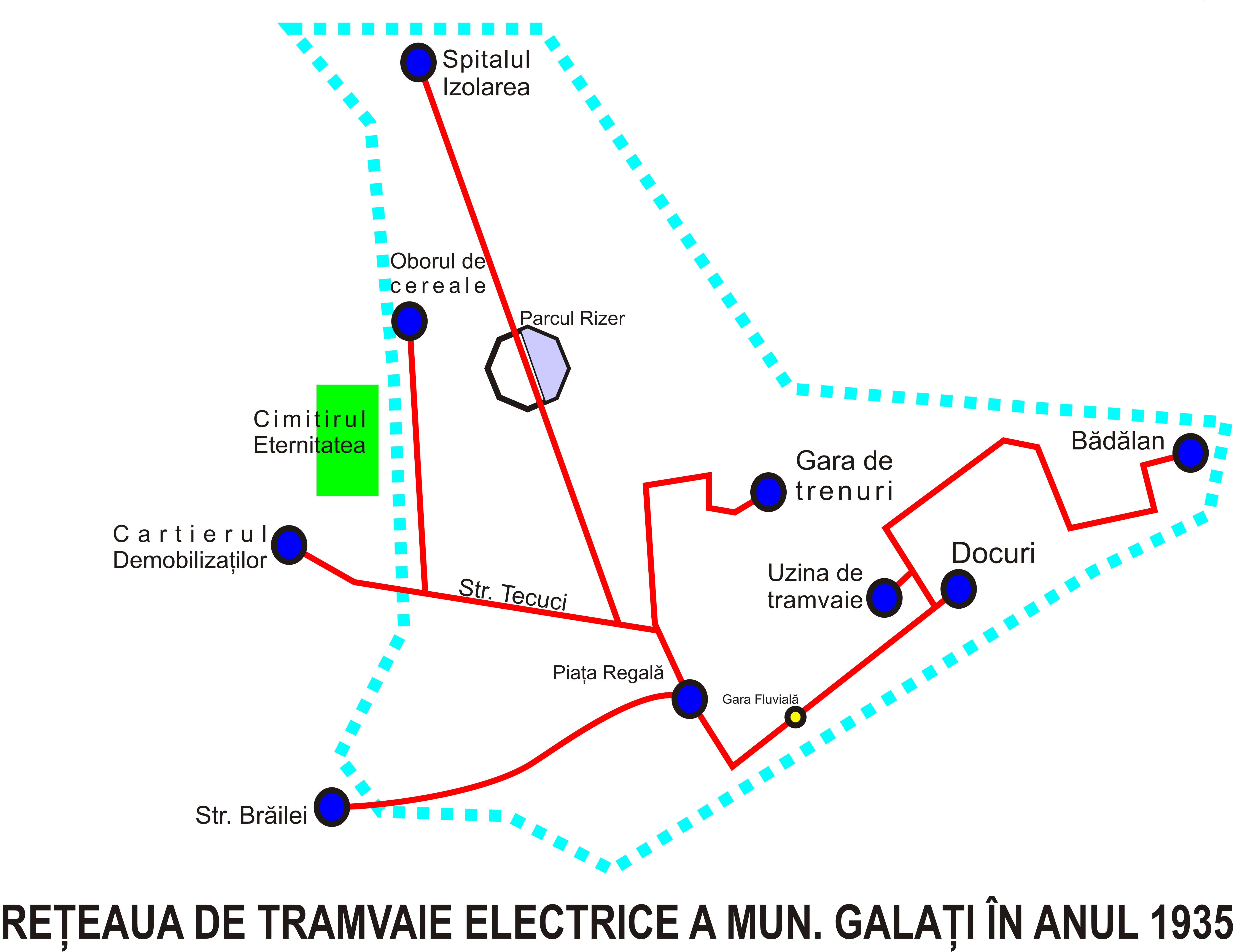
Rețeaua de tramvaie în 1935
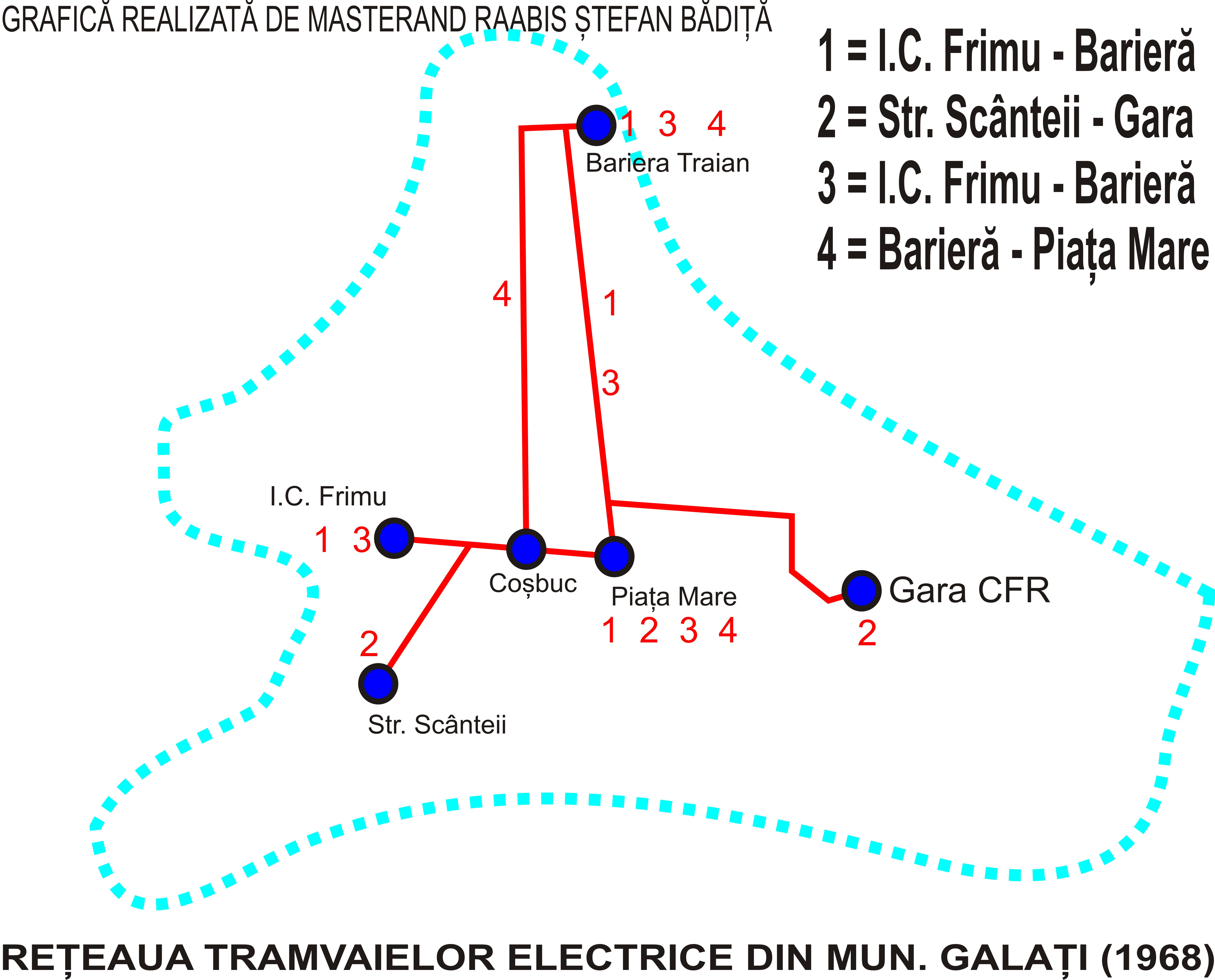
Rețeaua de tramvaie în 1965
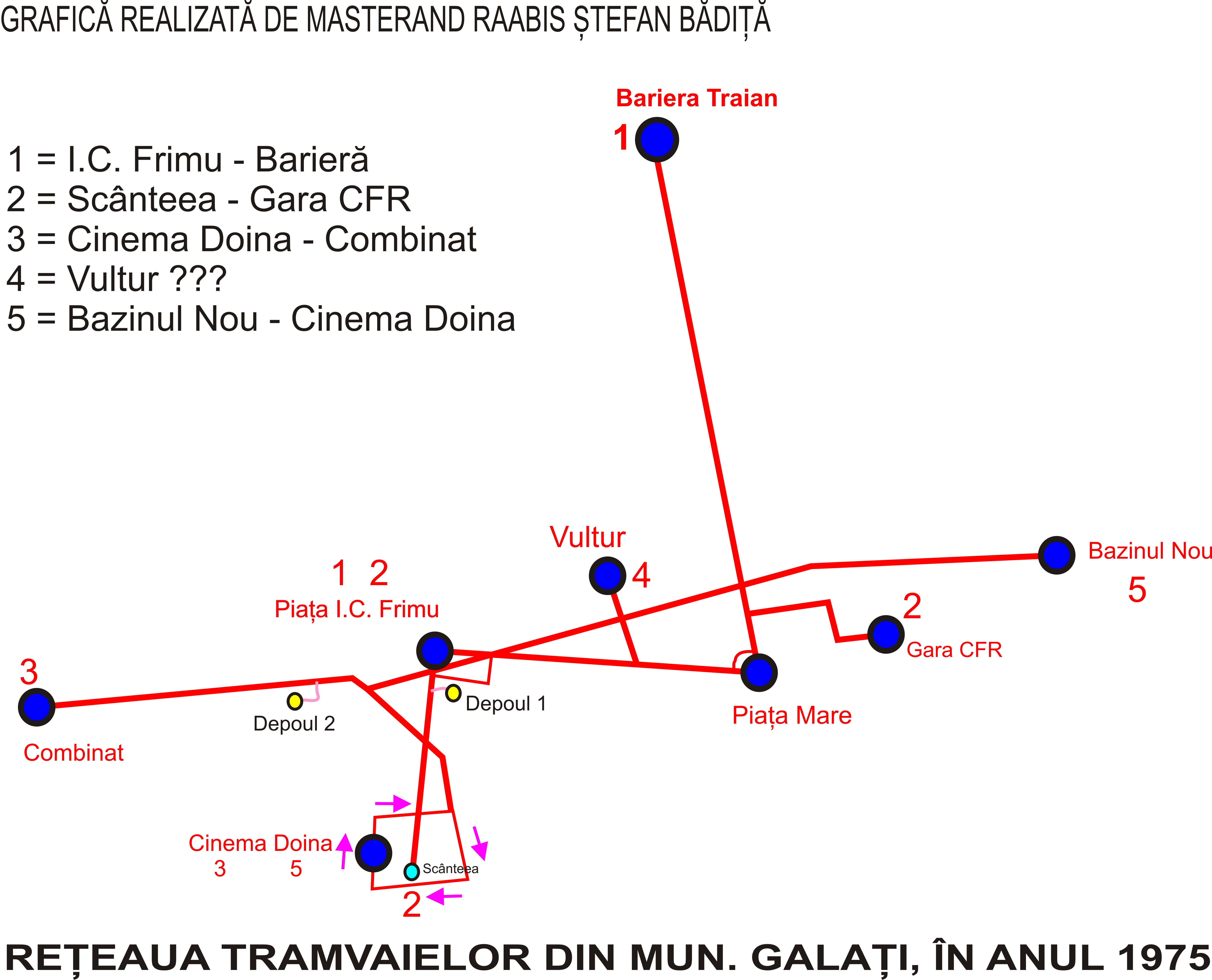
Rețeaua de tramvaie în 1975
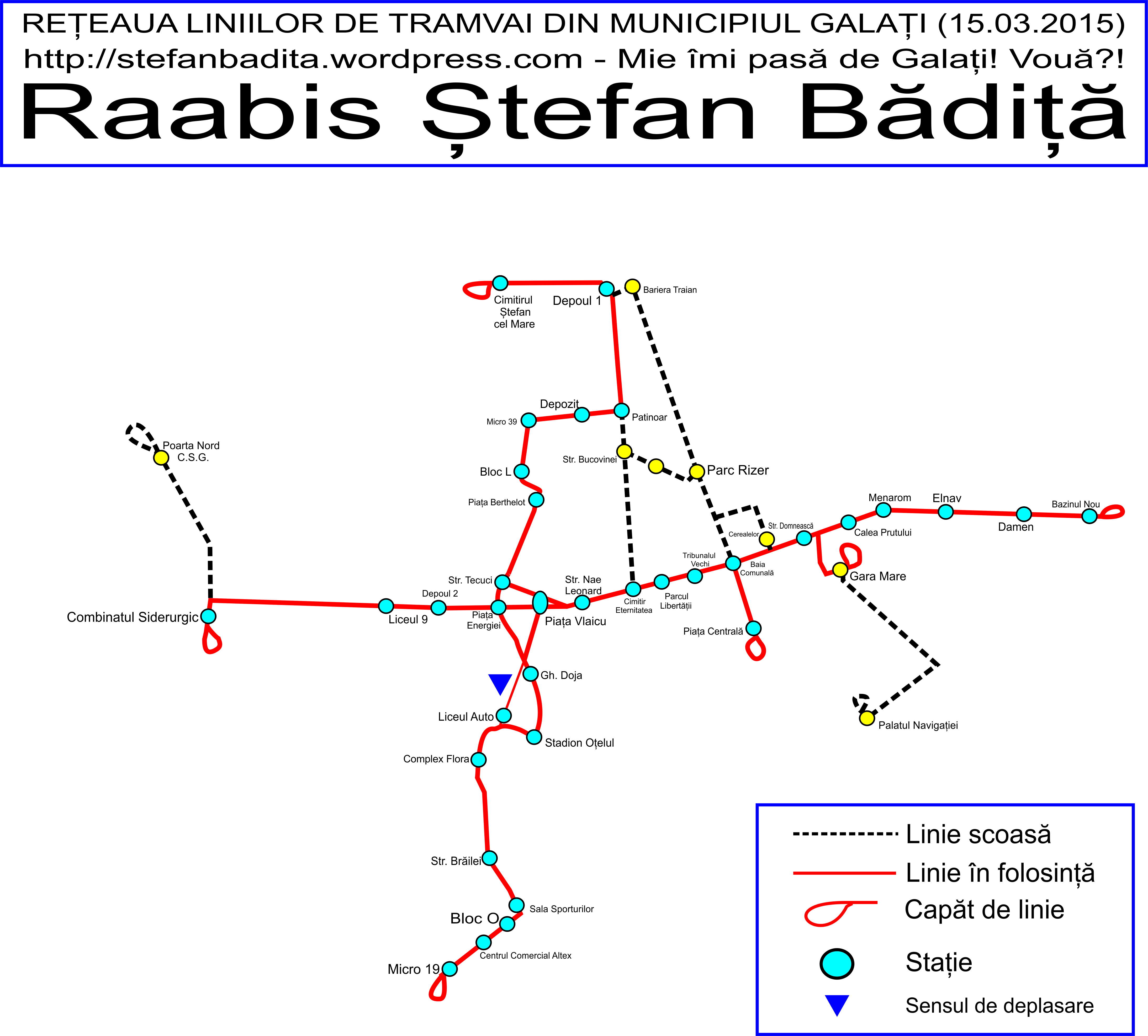
Comparație 1988-2016
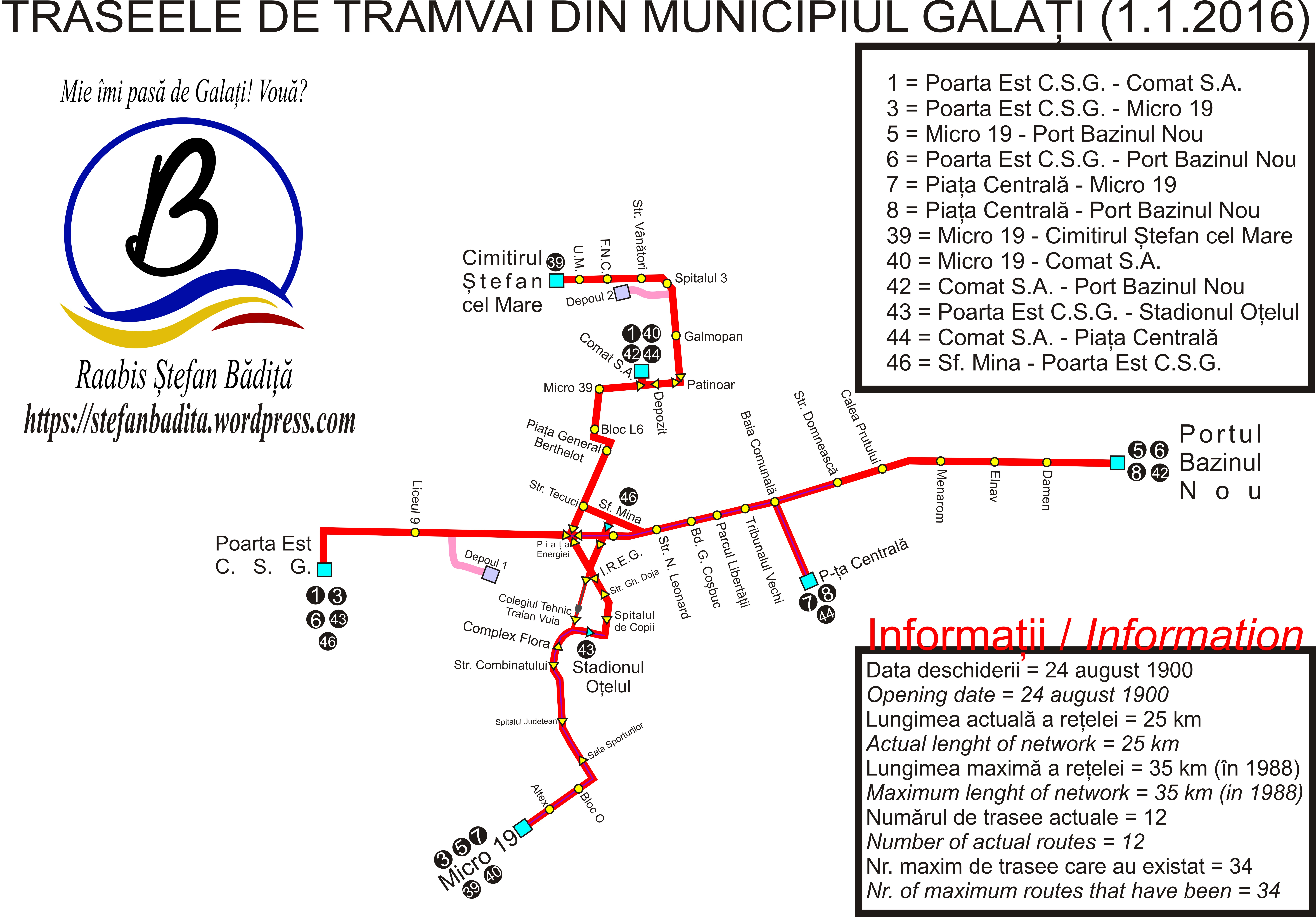
Rețeaua de tramvaie în 2016

## Material Rulant
| Imagine | Tramvai        | Ani de funcționare | Număr de tramvaie |
| ------- | -------------- | ------------------ | ----------------- |
|         | Düewag ZGT-6   | 2008-              | 21                |
|         | Tatra KT4D     | 2005-2022          | ?                 |
|         | Astra Autentic | 2021-              | 18                |

## Vehicule Retrase
| Imagine | Tramvai   | Ani De Funcționare | Număr De Tramvaie |
| ------- | --------- | ------------------ | ----------------- |
|         | Tatra T4D | 1996-2010          | 24                |
|         | Timiș 2   | 1977-2008          | 71                |
|         | Duewag L  | 1979-2009          | 3                 |